# Севен-Велліс (Пенсільванія)
Севен-Велліс (англ. Seven Valleys) — місто (англ. borough) в США, в окрузі Йорк штату Пенсільванія. Населення — 480 осіб (2020).

## Географія
Севен-Велліс розташований за координатами 39°51′16″ пн. ш. 76°46′0″ зх. д. / 39.85444° пн. ш. 76.76667° зх. д. (39.854529, -76.766677).  За даними Бюро перепису населення США в 2010 році місто мало площу 2,82 км², уся площа — суходіл.

## Демографія
Згідно з переписом 2010 року, у селищі мешкало 517 осіб у 192 домогосподарствах у складі 132 родин. Густота населення становила 183 особи/км².  Було 206 помешкань (73/км²).
Расовий склад населення:
| - 96,7 % — білих - 1,2 % — корінних американців - 0,6 % — чорних або афроамериканців - 0,4 % — азіатів |

До двох чи більше рас належало 1,2 %. Частка іспаномовних становила 0,8 % від усіх жителів.
За віковим діапазоном населення розподілялося таким чином: 23,8 % — особи молодші 18 років, 63,4 % — особи у віці 18—64 років, 12,8 % — особи у віці 65 років та старші. Медіана віку мешканця становила 37,8 року. На 100 осіб жіночої статі у селищі припадало 103,5 чоловіків;  на 100 жінок у віці від 18 років та старших — 98,0 чоловіків також старших 18 років.
Середній дохід на одне домашнє господарство  становив 54 153 долари США (медіана — 48 750), а середній дохід на одну сім'ю — 56 354 долари (медіана — 50 536). За межею бідності перебувало 12,6 % осіб, у тому числі 22,8 % дітей у віці до 18 років та 15,5 % осіб у віці 65 років та старших.
Цивільне працевлаштоване населення становило 246 осіб. Основні галузі зайнятості: виробництво — 19,1 %, освіта, охорона здоров'я та соціальна допомога — 19,1 %, роздрібна торгівля — 11,8 %, будівництво — 11,8 %.